# هاتیلو، پورتوریکو
هاتیلو (به انگلیسی: Hatillo) یک منطقهٔ مسکونی در ایالات متحده آمریکا است که در پورتوریکو واقع شده‌است.
 هاتیلو ۱۵۲٫۱۰ کیلومتر مربع مساحت و ۴۱,۰۴۷ نفر جمعیت دارد.